# حقل القرنة
حقل القرنة هو أحد الحقول النفطية التي تقع في جنوب العراق وبالتحديد في محافظة البصرة, يعتبر من حقول البصرة المهمة وهو مستثمر حاليا من قبل شركة نفط الجنوب التابعة لوزارة النفط العراقية , وقد سمي بهذا الاسم نسبة إلى اسم المنطقة (القرنة) , وحقل القرنة يقع بجانب حقل نفطي عملاق اخر هو حقل غرب القرنة المستثمر من قبل شركة لوك اويل الروسية وشركة نفط الجنوب العراقية , وفي حالة استثمار حقل القرنة من قبل الحكومة العراقية بشكل أكبر فانه قد يلعب دور اقتصادي مهم مثل حقول غرب القرنة والرميلة والزبير.